# Waitekuri (rivière)
Le fleuve Waitekuri  (en anglais : Waitekuri River) est un cours d’eau de la Péninsule de Coromandel dans l’Île du Nord de la Nouvelle-Zélande.

## Géographie
Il s’écoule vers l’est à partir de sa source dans la chaîne de  ‘Coromandel Range’ à l’est de la ville de Coromandel pour atteindre le ’Whangapoua Harbour’ à quatre kilomètres au Sud de la ville de Whangapoua.